# Consoante pulmônica
Uma consoante pulmônica é produzida pela pressão do ar vinda dos pulmões, sendo o tipo de consoante mais comum, quase universal. "As não-pulmônicas" são poucas e raras, sendo as ejetivas, as implosivas e as de cliques. 
A grande maioria da línguas apresenta somente consoantes pulmônicas. Numa pesquisa entre 566 idiomas, Ian Maddieson,  verificou que somente 152 (27%) deles apresentam algumas consoantes não-pulmônicas – ejetivas, implosivas ou cliques. 